# Condado de Audrain
O Condado de Audrain é um dos 114 condados do estado americano de Missouri. A sede do condado é México, e sua maior cidade é México. O condado possui uma área de 1 805 km² (dos quais 10 km² estão cobertos por água), uma população de 25 853 habitantes, e uma densidade populacional de 14 hab/km² (segundo o censo nacional de 2000). O condado foi fundado em 1836.